# 赵川站
赵川站（Zhaochuan Railway Station）是位于中国河北省张家口市宣化县赵川镇境内，宣庞铁路上的一个火车站。